# Baie de Laspi
Pour les articles homonymes, voir Laspi.
La baie de Laspi (en russe : Бухта Ласпи, bukhta Laspi) est une baie de la côte sud-ouest de la Crimée, sur la mer Noire. Elle est située sur le territoire de Sébastopol, à environ 30 km du centre de Sebastopol, et à 40 km de Yalta.
La baie a une longueur de 7 km entre le cap Sarytch et le cap Aya.
La baie de Laspi servit de décor au film L'Homme amphibie (en russe : Человек-амфибия, Tchelovek-amfibia) (1962), d'après un roman d'Alexandre Beliaev paru en 1928 (en français : L'Amphibien).

## Source
- (ru) Cet article est partiellement ou en totalité issu de l’article de Wikipédia en russe intitulé « Бухта Ласпи » (voir la liste des auteurs).